# 文化系トークラジオ Life
『文化系トークラジオ Life』（ぶんかけいトークラジオ ライフ）は、2006年10月7日からTBSラジオで放送されている生放送のラジオ番組。

## 概要
サブカルチャー分析を通じた社会時評がテーマ。文化系サークルの部室のような楽しさを追求する番組。番組サイトではPodcastingで本編と外伝が公開されている。
ロゴ、イラストは、漫画家の浅野いにおが担当。

## 放送時間

### レギュラー放送
- 2006年10月 - 2006年11月
  - 毎週土曜日 20:00 - 22:00
- 2006年11月 - 2007年3月
  - 毎週土曜日 20:00 - 21:00
- 2007年4月 - 2011年3月
  - 毎月1回日曜日 25:30 - 28:00 基本的に最終日曜日だが不定。『クチ×コミ』が放送されない週に放送される場合は25:00開始となり放送時間が30分拡大される。実質的に、『月刊 愛川欽也 キンキンのパックインミュージック』の後番組に相当する。
- 2011年4月 - 2013年3月
  - 毎月1回日曜日 25:00 - 28:00 第4日曜日に固定。『クチ×コミ』が非ネットとなったため、毎回25:00に放送開始する。
- 2013年4月 - 2024年8月
  - 隔月1回日曜日 25:00 - 28:00 偶数月第4日曜日放送
- 2024年11月3日 - （予定）
  - 隔月1回日曜日 25:30 - 28:00 偶数月第4日曜日放送。『清塚信也 Xタイム ラジオ』が同年10月より日曜日25:00 - 25:30に時間帯を移動した関係で30分短縮。放送時間変更後初回は同年10月27日投開票の第50回衆議院議員総選挙に伴う特別編成のため、1週遅れで放送。これにともない、11月放送分（11月24日）の放送を取りやめとなった。[1]

### 単発放送
- 新年スペシャル（2006年12月31日 25:00 - 28:00）
- スペシャルウィーク（2007年2月25日、6月27日 25:30 - 28:00）

## 出演

### メインパーソナリティ
- 鈴木謙介（社会学者） - 番組内で「チャーリー」の愛称で呼ばれている。「育児などでまとまった時間が欲しい」との理由で、2012年1月 - 6月の半年間、番組出演を休止した。
- 斎藤哲也（ライター・編集者）
- 速水健朗（ライター・編集者）

### サブパーソナリティ
番組ではライフクルーと称しする。
- 仲俣暁生（フリー編集者・文芸評論家）
- 佐々木敦（批評家）
- 柳瀬博一（編集者）
- 森山裕之（『マンスリーよしもとPLUS』編集長→出版社スタンド・ブックス代表）
- 津田大介（IT・音楽ジャーナリスト→メディアジャーナリスト→メディアアクティビスト）
- 澁谷知美（社会学者）

鈴木、仲俣、佐々木、柳瀬、斉藤、森山の6名は初回から出演。津田は2006年12月23日のゲスト出演をきっかけにレギュラー。速水は2008年3月9日がゲスト初出演、2010年1月24日放送分からレギュラー。澁谷は2009年10月25日がゲスト初出演、2010年8月29日放送分からレギュラー。

## スタッフ

### プロデューサー
- 長谷川裕（TBSラジオ&コミュニケーションズ） - 通称「黒幕」。

## 受賞歴
2007年6月4日放送分「運動」の回が「第45回ギャラクシー賞ラジオ部門」で大賞を受賞した。

## 書籍
- 文化系トークラジオ Life（2007年、本の雑誌社）ISBN 9784860110772
- 文化系トークラジオ Life のやり方（2013年、TBSサービス）ISBN 9784904345344